# Hedenäset
Hedenäset est une localité de la commune d'Övertorneå dans le comté de Norrbotten en Suède.
Sa population était de 224 habitants en 2019.